# Comida de avión

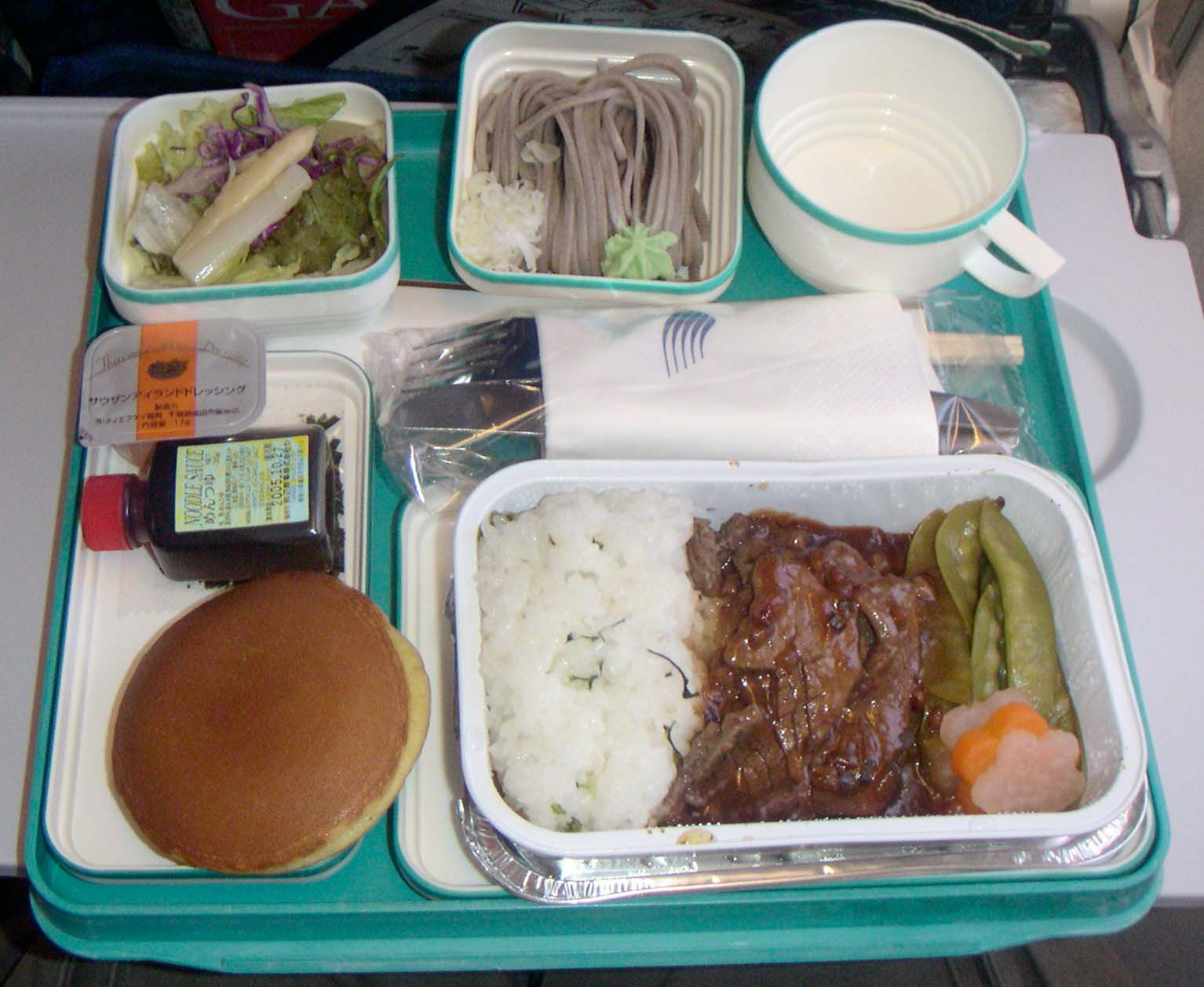
Comida servida en Garuda Indonesia (long haul, economy class); de estilo japonés, con ternera teriyaki y arroz, doriyaki, fideos y bebida.

La denominada comida de avión o también menú de aerolínea es una comida servida durante el vuelo a los pasajeros de las aerolíneas comerciales. Estas comidas se preparan de forma especial para ser servidas a los pasajeros y forman parte del servicio de cáterin. Son servidas por los auxiliares de vuelo. Las primeras comidas aéreas fueron servidas por la compañía aérea británica Handley Page Transport en 1919, para atender la ruta Londres – París en octubre de ese año. Los pasajeros podían elegir entre una selección de bocadillos y frutas. 

## Características

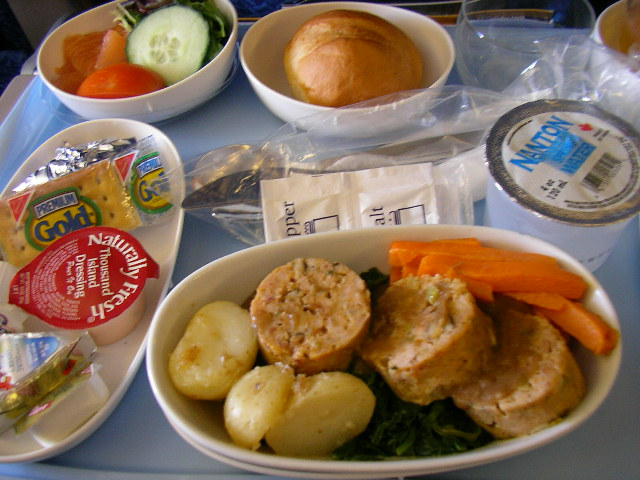
Menú de comida ofrecido en Singapore Airlines.

El menú medio ofrecido por una aerolínea incluye algún tipo de carne (en la mayoría de los casos pollo o ternera), una ensalada o verduras cocinadas, alguna pasta, y un postre. Las compañías de cáterin generan en pequeñas cantidades algún menú alternativo como: kosher o vegetariano. Por regla general suelen ser solicitadas previamente para que sean cargadas en el avión, a veces cuando se compra el ticket de vuelo. Algunas aerolíneas no ofrecen menús para ovo-lacto vegetarianos y en su lugar proporcionan menús veganos. 

### Cubertería
Antes de los atentados del 11 de septiembre de 2001 a los pasajeros de primera clase se les proporcionaba un 'set' completo de cubertería. Tras esta situación, y para mejorar la seguridad en vuelo, fueron convirtiendo la cubertería en materiales inofensivos o que no puedan ser usados como arma blanca, por esta razón los pasajeros de primera clase y clase económica se han visto obligados a emplear cuberterías de plástico. Esta restricción se ha visto relajada en algunos países. En Europa no se da el caso en algunos vuelos, como puede ser en KLM.[cita requerida]

### Otros elementos no culinarios
Los condimentos incluidos en el menú (generalmente sal, pimienta, azúcar) se proporcionan en pequeños estuches. Para la higiene de manos y cara se suelen incluir servilletas y toallas húmedas.

### Desayuno
Durante los vuelos que transcurren por la mañana, suele proporcionarse un pequeño desayuno continental o un desayuno 'caliente'. Para los desayunos al estilo continental, es frecuente servir una caja en miniatura de cereal de desayuno, fruta cortada, una magdalena o bollo, o un bagel. Algunas aerolíneas ofrecen la posibilidad de elegir entre desayuno 'caliente' a los pasajeros (por regla general esto se ofrece sólo a los pasajeros del medio/largo recorrido), que suele incluir un entremés de tortitas o huevo, y otras, magdalenas o bollos, frutas y cereales. El café y el té son ofrecidos aparte, a menudo con chocolate.[cita requerida]

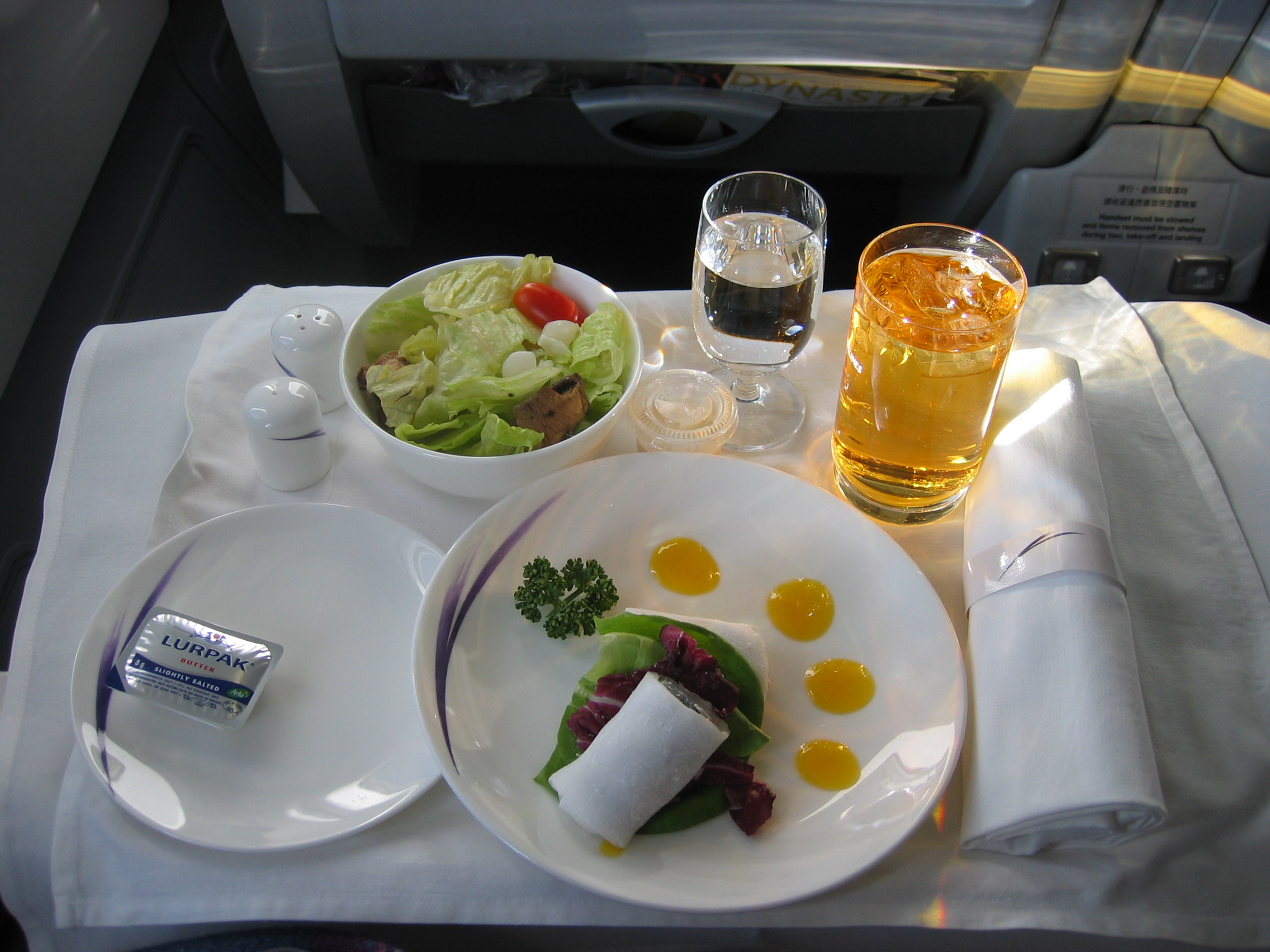
Entremés servido a los pasajeros de clase business por China Airlines.

## Calidad

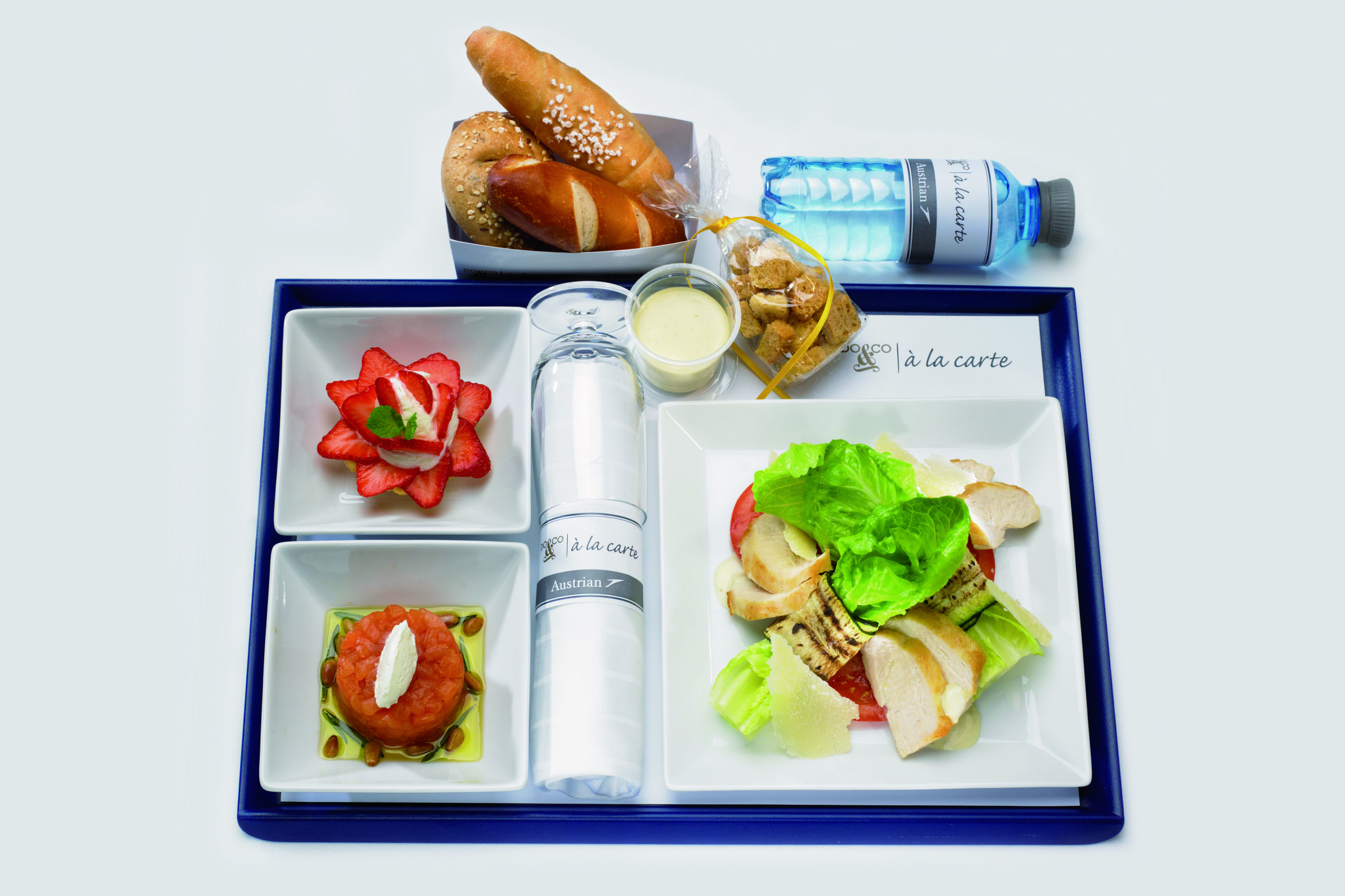
Refrigerio servido por Austrian Airlines

La calidad de las comidas ofrecidas durante el vuelo pueden variar entre una compañía y otra y los precios cargados a los pasajeros suele variar de la misma forma (muchas aerolíneas, en especial aquellas que van a Asia y que hacen largos recorridos, ofrecen comidas complementarias). La calidad cambia de igual forma con los vaivenes de la industria de las aerolíneas. En los vuelos de larga duración a los pasajeros de primera clase o de business class se les ofrece la posibilidad de elegir entre varios platos (en especial las europeas y asiáticas) mientras que las compañías norteamericanas ofrecen un gran menú que incluye carne de buena calidad (ternera o pollo), una gran ensalada y un helado. Por regla general, la calidad de las comidas de vuelo han declinado desde los 80. Los precios y disponibilidad de las comidas han ido cambiando con el tiempo y la reducción de costes ha hecho que se prefieran los snacks a las grandes comidas.

## Seguridad
Muchas de las comidas servidas en vuelo se congelan y en el propio vuelo se cocinan. Muchas de las comidas proporcionadas a los miembros de la tripulación se sirven de modo que el mismo rol no puede comer la misma comida que otro. Es decir, el piloto y el primer oficial no pueden comer el mismo tipo de comida.
| BBML | Menú para bebés                                       | Infant/Baby Meal          |
| BLML | Menú poco condimentado, o suave                       | Bland/Soft Meal           |
| CHML | Menú para niños                                       | Childs Meal               |
| DBML | Menú para diabéticos                                  | Diabetic Meal             |
| DPE  | Código IATA-ID para tipos ULD - LD2 Cáterin-Container | Unit Load Device (ULD)    |
| FFML | Menú para gente que vuela frecuentemente              | Frequent Flyer Meal       |
| FPML | Plato de frutas                                       | Fruit Platter (Meal)      |
| FSML | Menú de pescado                                       | Fish Meal                 |
| GFML | Menú sin gluten                                       | Gluten Free Meal          |
| HFML | Menú de fibra                                         | High Fibre Meal           |
| HNML | Menú hindú                                            | Hindu Meal                |
| KSML | Menú kosher                                           | Kosher Meal               |
| LCML | Manú bajo de calorías                                 | Low Calorie Meal          |
| LFML | Menú bajo en colesterol                               | Low Cholesterol Meal      |
| LPML | Menú bajo en proteínas                                | Low Protein Meal          |
| LSML | Menú bajo en sodio                                    | Low Sodium Meal           |
| MOML | Menú musulmán                                         | Moslem Meal               |
| NLML | Menú sin lactosa                                      | Non-Lactose Meal          |
| NSML | Menú sin sal                                          | No Salt Meal              |
| ORML | Menú oriental (al estilo chino)                       | Oriental Meal             |
| PRML | Menú bajo en purina                                   | Low Purin Meal            |
| RVML | Menú de verduras crudas                               | Raw Vegetarian Meal       |
| SFML | Menú con mariscos y moluscos                          | Sea Food Meal             |
| SPML | Menú especial                                         | Special Meal              |
| VGML | Menú vegetariano (sin lácteos)                        | Vegetarian Meal Non Dairy |
| VLML | Menú ovo-lácteo vegetariano                           | Vegetarian Meal Lacto Ovo |
| WVML | Menú vegetariano al estilo europeo                    | Western Vegetarian Meal   |